# Moulbaix
Moulbaix (in piccardo: Moulbé; 4,62 km²) è una località del Belgio francofono, facente parte della provincia vallone dell'Hainaut. Dal punto di vista amministrativo, si tratta di un ex-comune, dal 1977 accorpato alla municipalità di Ath.

## Geografia fisica
Moulbaix si trova tra Leuze-en-Hainaut e Chièvres (rispettivamente ad est della prima e ad ovest della seconda), a circa 10 km a nord di Belœil.

## Origini del nome
Il toponimo Moulbaix, attestato anticamente come Molenbais (1101), Molembais (1184), Molenbeke o Molenbeche (1218), significa letteralmente "mulino sul ruscello", essendo composto dai termini mulīn, "mulino", e baki, "ruscello".

## Monumenti e luoghi d'interesse

### Castello di Moulbaix
L'edificio più noto di Moulbaix è il castello, risalente alla fine del XIX secolo.

### Chiesa di San Sulpizio
Altro edificio d'interesse è la chiesa dedicata a San Sulpizio, ricostruita nel 1750.

### Mulino della Marchesa
Altro edificio d'interesse è il mulino della Marchesa, un mulino a vento in legno risalente al 1752.
|  |

## Geografia antropica

### Suddivisioni amministrative
- Andricourt[1]
- But[1]
- Porte-au-wez[1]